# 白刺锦鸡儿
白刺锦鸡儿（学名：Caragana leucospina）为豆科锦鸡儿属下的一个种。种名leucospina意为白色的刺。